# Rain (Miesbach)
Rain ist ein unbewohnter Gemeindeteil bei der unbewohnten Einöde Bucherstocker (auch Buchenstock) westlich von Miesbach auf der Gemarkung Wies im oberbayerischen Landkreis Miesbach.

## Ortsbeschreibung
Die abgegangenen Einöden Rain und Bucherstocker liegen bei den Einöden Eberl und Loferer westlich von Miesbach.

## Bevölkerungsentwicklung
Um 1871 lebten in Rain neun Einwohner. Die Gesamtbevölkerung stieg bis 1970 auf 14 Einwohner. Im Mai 1987 war die Einöde unbewohnt.
| Jahr      | 1871 | 1925 | 1950 | 1970 | 1987 |
| Einwohner | 9    | 11   | 6    | 14   | 0    |

Um 1871 lebten in Bucherstocker drei Einwohner. Die Gesamtbevölkerung stieg bis 1950 auf 17 Einwohner. 1970 und 1987 war die Einöde unbewohnt.
| Jahr      | 1871 | 1925 | 1950 | 1970 | 1987 |
| Einwohner | 3    | 13   | 17   | 0    | 0    |